# Bahía de la Esperanza
La bahía de la Esperanza es una bahía en la costa sur de Australia Occidental. Nominalmente ubicada en el interior del pueblo de Esperance.
La bahía fue descubierta el 9 de diciembre de 1792 por una expedición francesa bajo el mando de Bruni d'Entrecasteaux, que navegó en busca de la expedición perdida de Jean-François de Galaup, conde de Lapérouse. El tiempo tormentoso había llevado a los barcos a aguas peligrosas rodeadas de islas, pero el alférez en funciones Jacques-Bertrand Le Grand divisó un pasaje navegable y un fondeadero algo protegido, proporcionando lo que d'Entrecasteaux consideró una escapatoria "milagrosa" de un probable naufragio. El botánico Jacques Labillardière estaba a favor de nombrar la bahía con el nombre de Le Grand, y de hecho se refiere a la bahía en sus fichas de muestra como "Baie Le Grand", en francés, pero al final d'Entrecasteaux decidió nombrar la bahía con el nombre de uno de sus barcos, el Espérance. El cabo en el lado este de la bahía fue nombrado Cabo Le Grand en honor a Le Grand.